# Don Thompson (företagsledare)
Donald "Don" Thompson, född 30 mars 1963, är en amerikansk ingenjör, företagsledare och riskkapitalist.
Han var president och VD för den globala snabbmatskedjan McDonald's Corporation mellan den 1 juli 2012 och den 1 mars 2015. Dessförinnan var han bland annat COO mellan 2010 och 2012. Thompson kom till företaget år 1990 efter att ha arbetat som ingenjör för vapentillverkaren Northrop Corporation. Efter tiden på McDonald's driver han sitt eget venturekapitalbolag Cleveland Avenue som har bland annat investerat i Beyond Meat, livsmedelsföretag inom köttersättningsprodukter.
Thompson avlade en kandidatexamen i elektroteknik vid Purdue University.